# Martien Coppens
Martinus Franciscus Josephus (Martien) Coppens (Lieshout, 18 maart 1908 - Geldrop, 17 juni 1986) was een Nederlands fotograaf, die voornamelijk bekend werd met foto's van eenvoudige Brabantse boerenfamilies en (bouw)beeldhouwwerk.
Martien Coppens genoot zijn opleiding in 1930 en 1931 aan de Staatliche Fachakademie für Fotodesign München in München. Zijn vroegste werk werd zijn bekendste; dat zijn de foto's van de boeren en hun families. Daarna volgden de vele foto's van Nederlandse kerken en kathedralen. De mens in zijn regio was het volgende thema dat Coppens bij de horens vatte.

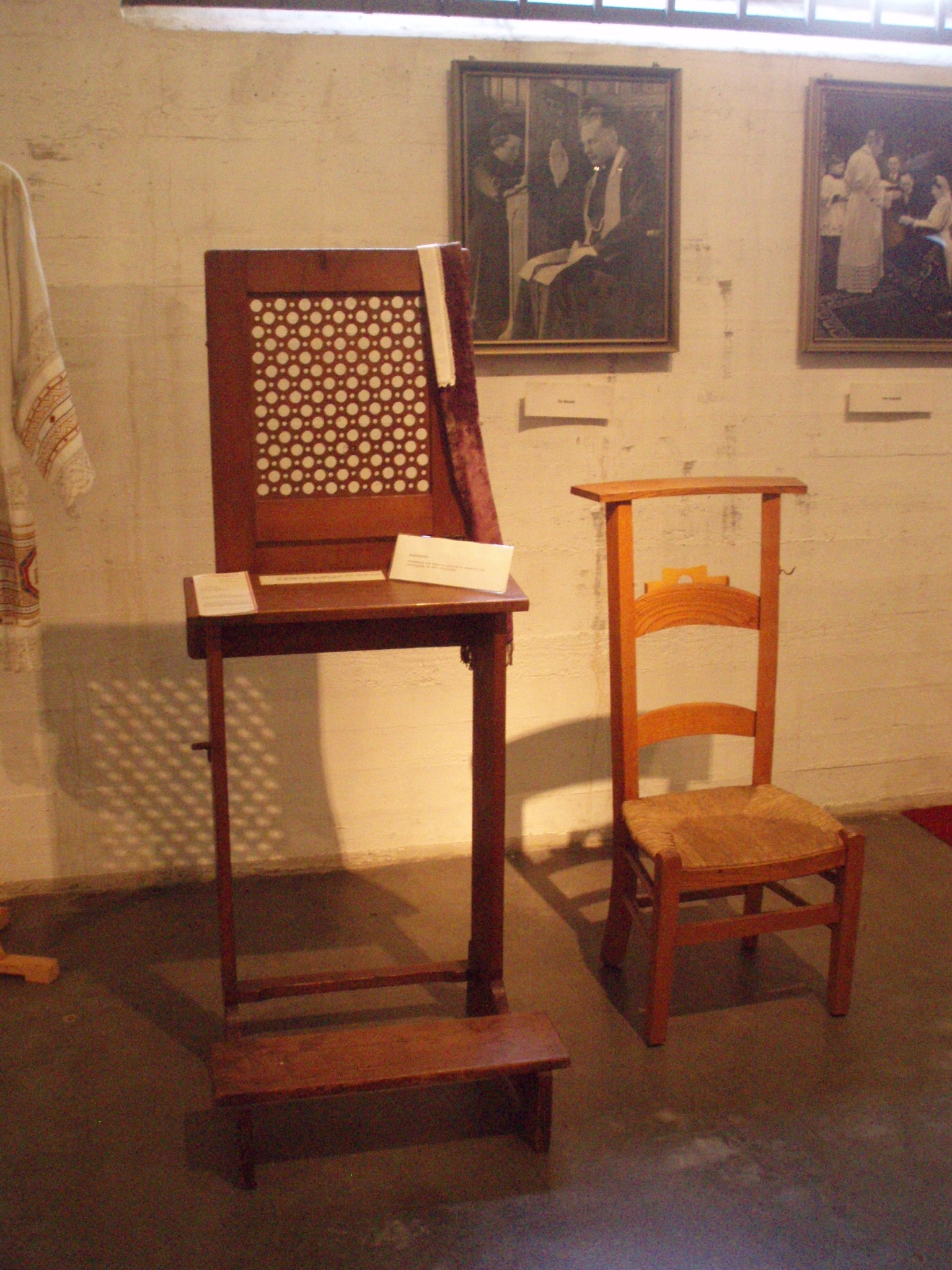
Biechtstoel met een foto van Coppens van het H. Sacrament van de Biecht in het religieus museum De Crypte in Gennep

Hij was kernlid van de Nederlandse Fotografen Kunstkring en erelid van de Parijse vereniging Club Photographique de Paris "30x40". Hij was tussen 1950 en 1957 met Cor van Weele en Jan Schiet redacteur van het tijdschrift Fotografie en tussen 1963 en 1967 hoofdredacteur van Vakfotografie. Hij was tevens voor het Eindhovense Van Abbemuseum de organisator van internationale fototentoonstellingen.
Martien Coppens was gehuwd met Johanna Maria Huberta Cuppens (1908-2000). Ook zijn familie werd actief in de kunsten: zoon Joep Coppens is bekend geworden als beeldhouwer en diens echtgenote Els Coppens-van de Rijt is kunstschilder en schrijfster. 
Coppens publiceerde naast zijn fotoboeken nog enkele andere achtergrondwerken. Hij was de auteur van De mensch in de fotografie: leerboek voor portretfotografie. (1946) en schreef Waarom fotograferen: zestig jaren onderweg. (1982).
Mede door de inspanning van zoon, fotograaf en fotohistoricus Jan Coppens en de Stichting Brabants Fotoarchief, zijn enkele prominente onderdelen van Coppens’ fotografische nalatenschap in beheer van de Brabant-Collectie te Tilburg gekomen, te weten de kerncollectie foto’s (1632 groot formaat foto’s, die door Martien Coppens persoonlijk afgedrukt en door zijn zoon Jan geselecteerd werden als het beste van hetgeen hij gemaakt heeft) en zijn privé-archief. Hiermee behoort de Brabant-Collectie, samen met de Stichting Archief Martien Coppens en het Nederlands Fotomuseum, tot de belangrijkste beheerders van het fotografische oeuvre van Martien Coppens.  

## Fotoboeken
- 1937: Rond de Peel
- 1941: Gedachten in steen: de kathedrale basiliek van St. Jan te 's-Hertogenbosch (tekst Concordius van Goirle)
- 1941: De koorbanken van Oirschot (tekst Concordius van Goirle)
- 1942: Gedachten in steen: de kathedrale basiliek van St. Jan te 's-Hertogenbosch (tekst Concordius van Goirle)
- 1943: Koorbanken in Nederland
- 1944: Picturesque Brabant
- 1946: Thoughts in stone: St. Jan's, Holland's most glorious cathedral (selectie uit Gedachten in steen 1942)
- 1946: Picturesque Brabant (2e ed.)
- 1946: De koorbanken der "St. Jan" (tekst Concordius van Goirle)
- 1947: Impressies 1945: geteisterd Nederland
- 1948: Land van Dommel en Aa (tekst Hein Mandos)
- 1948: Vrijheid aan de Run (tekst Jacques van Sambeeck)
- 1948: Gedachten in steen: de Kathedrale Basiliek van St. Jan te 's-Hertogenbosch (tekst Concordius van Goirle; 2e dr.)
- 1948: Thoughts in stone: the cathedral basilica of St. John 's-Hertogenbosch (Bois-le-Duc) Holland
- 1948: Koorbanken in Nederland
- 1949: De Achelse kluis: architectuur Jos. Ritzen
- 1950: Gothic choir-stalls in the Netherlands (tekst G. de Haan)
- 1950: Land en volk van Brabant: bijdragen van Brabantse schrijvers, dichters en geleerden (tekst: Antoon Coolen)
- 1951: Wandplaten der zeven H. sacramenten en der H.H. wijdingen
- 1951: Wandplaten over het heilig misoffer naar kleurenfoto's van Martien Coppens (8 platen)
- 1954: Eindhoven, groeiende stad (tekst Frans Kortie)
- 1954: Eindhoven, stad van vandaag
- 1956: Mensen en dieren op de Bossche veemarkt: fotografisch gezien (tekst Otto Donkers en H. Pirenne)
- 1957: N.V. Provinciale Noordbrabantsche Electriciteits-Maatschappij 's-Hertogenbosch (tekst W.J. de Fraipont)
- 1958: Bouwondernemers bouwen (uitgegeven ter gelegenheid van het 25-jarig bestaan van de Nederlandse Bond van Bouwondernemers)
- 1958: Mensen van Berg en Bosch
- 1960: Monsters van de Peel
- 1960: 's-Hertogenbosch (tekst Carel Swinkels)
- 1960: Noord-Brabant: edel en schoon (tekst Anton van Duinkerken)
- 1961: Drinkwatervoorziening (aangeboden door N.V. Waterleidingsmaatschappij Oost-Brabant ter gelegenheid van het 25-jarig bestaan)
- 1962: Eindhoven (tekst Lambert Tegenbosch)
- 1962: Mensen van Berg en Bosch (tekst J.J. Hirdes)
- 1975: Wilma Weert, 1939-1964 (tekst Ad Bevers)
- 1965: In paradisum: deducant te angeli
- 1966: Eindhoven
- 1967: Het landschap van de Dommel (tekst P.W.E.A. van Bussel, Cor van Heugten en N.M. Speller)
- 1968: Antwerpen: de wereld der sinjoren (tekst Nic. van Bruggen)
- 1972: Eindhoven een halve eeuw (tekst Jan Willem Overeem)
- 1974: Lips Drunen (tekst Ruud Groen)
- 1975: Negerplastiek: fotografisch benaderd
- 1977: Het landschap van de Dommel (tekst P.W.E.A. van Bussel, Cor van Heugten en N.M. Speller)
- 1978: Het hart van de Peel (tekst P.J.A. van de Zanden en F.H. Smits)
- 1979: Rondom de Peel (tekst Nol van Roessel en N.M.Speller)
- 1979: Het land van Bosch, Bruegel en Van Gogh (tekst Jan Elemans)
- 1980: De Sint-Petruskerk van Oirschot en haar koorgestoelte (tekst Concordius van Goirle)
- 1980: Leven in geloof (gedenkboek t.g.v. het 50-jarig bestaan van het Centraal Ziekenfonds te Tilburg 1980; tekst C. Konings)
- 1981: Het oude gelaat van Brabant (tekst Leo Joosten)
- 1982: Het lonkende licht: herinnering aan Eindhoven tussen de jaren 1932 en 1982 (tekst Frits van Griensven)
- 1983: Zelfportret van Martien Coppens in 117 foto's
- 1984: 's-Hertogenbosch: onder de ogen en bogen van de Sint-Jan
- 1990: Brabantse mensen, een dorp in Brabant: foto's van Tinus Swinkels en Martien Coppens, genomen in en nabij Lieshout in de eerste helft van de twintigste eeuw (Uitg. bij de gelijknamige tentoonstelling gehouden in Museum Kempenland te Eindhoven)
- 2001: Levenslijnen langs water (een uitgave ter gelegenheid van het 65-jarig bestaan van de N.V. Waterleidingmaatschappij Oost-Brabant; tekst Hans Horsten en Wim Roefs)
- 2002: Brabantse mensen, een dorp in Brabant: foto's van Tinus Swinkels en Martien Coppens, genomen in en nabij Lieshout in de eerste helft van de twintigste eeuw (2e herz. en verm. uitg.)

## Martien Coppensprijs
In 2008, het honderdste geboortejaar van de fotograaf, hebben de Stichting Brabants Dialecten Festival Lieshout en de werkgroep Nederlands Centrum Vrijetijdsfotografie van de Fotobond de Martien Coppensprijs ingesteld. Deze tot 2016 uitgereikte prijs was verbonden aan een tweejaarlijkse wedstrijd voor documentaire fotografie voor amateurs. De winnaars werden bekendgemaakt tijdens het Brabants Dialecten Festival in Lieshout. Aansluitend werden alle genomineerde fotoseries als reizende expositie tentoongesteld in verscheidene plaatsen in Nederland.